# Barbara Franklin
Barbara Hackman Franklin (nata  Barbara Ann Hackman; Lancaster, 19 marzo 1940) è una politica e dirigente d'azienda statunitense, dal 1992 al 1993 Segretario al Commercio degli Stati Uniti per il presidente George H. W. Bush, durante il quale ha guidato una missione presidenziale in Cina.
In precedenza ha lavorato nelle amministrazioni presidenziali di Richard Nixon, Gerald Ford, Jimmy Carter e Ronald Reagan. È stata una dei commissari originali e primo vicepresidente della Commissione per la sicurezza dei prodotti di consumo degli Stati Uniti. Nel 2006 ha ricevuto il Woodrow Wilson Award for Public Service.
Franklin ha fatto parte del consiglio di amministrazione di 18 società, tra cui Dow Chemical, Aetna Inc., Westinghouse e Nordstrom. La rivista Directorship e l'American Management Association l'hanno nominata una delle persone più influenti nel campo della corporate governance e nel 2014 è stata inserita nella Directorship 100 Hall of Fame. È presidente e amministratore delegato di Barbara Franklin Enterprises, una società di consulenza internazionale privata.
Franklin è stata una delle prime donne a laurearsi alla Harvard Business School.

## Biografia
Nata nel marzo 1940 a Lancaster, Pennsylvania, da Mayme (nata Haller) e Arthur A. Hackman, ha frequentato la Hempfield High School di Landisville, in Pennsylvania. Durante l'università è stata la presidente del consiglio studentesco, capitano delle squadre di hockey su prato e tennis e cheerleader.
Nel 1962, Franklin si è laureata alla Pennsylvania State University e ha ricevuto il suo Distinguished Alumni Award nel 1972. Le fu poi assegnata una borsa di studio completa alla Harvard Business School, che stava, per la prima volta, aprendo le porte alle donne: è stata così una delle 14 donne in una classe di 680 uomini.  Nel 1964, Franklin ha conseguito il suo MBA.
Per diversi anni dopo la laurea, ha lavorato nel mondo aziendale. È entrata a far parte della Singer Company di New York, prima nella divisione dei prodotti di consumo e poi come membro dello staff di pianificazione aziendale. Alla Singer, è diventata responsabile dell'analisi ambientale, creando una nuova funzione che monitorava l'attività competitiva a livello globale. Dopo quattro anni, è diventata vicepresidente assistente dello staff di pianificazione aziendale della First National City Bank (poi Citibank) a New York City dal 1969 al 1971. All'epoca, l'amministratore delegato, Walter Wriston, le aveva affidato il compito di studiare le relazioni della banca con gli enti governativi. La sua analisi ha portato alla creazione del primo dipartimento per le relazioni governative della banca, che ha creato e diretto fino al 1971.
Nel 1971 fu assistente personale del Capo di Gabinetto del Presidente Nixon, H. R. Haldeman.
Dopo essersi trasferita nel settore privato, nel 1980 fondò la Barbara Franklin Enterprise, una società di consulenza internazionale, di cui è tuttora presidente e amministratore delegato.

### Segretario al Commercio

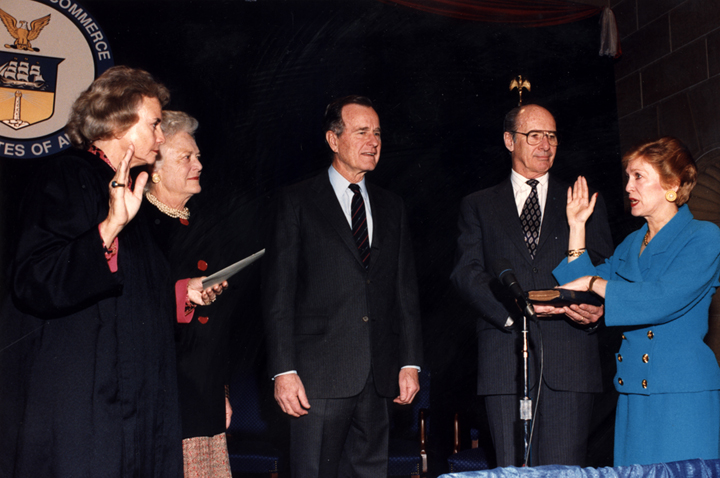
Franklin presta giuramento come Segretario del Commercio, 27 febbraio 1992

Nel 1992 fu nominata Segretario al Commercio dal Presidente Bush, in sostituzione di Robert Mosbacher. Ha prestato giuramento il 27 febbraio 1992, diventando la donna di più alto rango nell'amministrazione di George H.W. Bush e la tredicesima donna a servire nel gabinetto degli Stati Uniti.
Come Segretario al Commercio, ha raggiunto un obiettivo importante: aumentare le esportazioni americane, in particolare con Cina, Russia, Giappone e Messico. Ha guidato una missione presidenziale in Cina nel dicembre 1992 per normalizzare le relazioni commerciali tra Stati Uniti e Cina. In Cina, lei e il suo omologo, il ministro Li Lanqing, hanno riconvocato la settima sessione della Commissione congiunta USA-Cina per il commercio (JCCT). Il JCCT era moribondo dopo gli eventi di piazza Tiananmen nel giugno 1989, quando gli Stati Uniti imposero una sanzione alla Cina che vietava i contatti ad alto livello tra governi. La sua missione ha revocato quella sanzione e ha riportato 1 miliardo di dollari in nuovi contratti per le aziende americane. Questa missione diede il "via libera" alle aziende statunitensi interessate alle opportunità di business in Cina, e il commercio con la Cina crebbe notevolmente negli anni successivi, così come gli investimenti statunitensi in Cina.
In una lettera al direttore del New York Times pubblicata il 29 dicembre 1992, Franklin spiegò:
Nel gennaio 1993, la nomina di Franklin si è conclusa con l'insediamento di Bill Clinton alla presidenza.
Dopo la carriera politica, la Franklin è tornata ad occuparsi esclusivamente della sua impresa ed ha collaborato inoltre con molte altre società, fra cui il NASDAQ.